# Paweł Łysak
Paweł Jan Łysak (ur. 13 maja 1964) – polski reżyser teatralny.

## Życiorys
W latach 1993–1994 pracował jako konsultant programowy w Teatrze Dramatycznym w Warszawie, w latach 1994-2000 jako reżyser w Polskim Radiu Warszawa. W latach 2000–2003 był zastępcą dyrektora Teatru Polskiego w Poznaniu, w latach 2006-2014 dyrektorem Teatru Polskiego w Bydgoszczy. Od 1 września 2014 jest dyrektorem Teatru Powszechnego w Warszawie. Od 2014 wiceprezes Stowarzyszenia Dyrektorów Teatrów. Koordynator obywatelskiego Kongresu Kultury 2016. Członek zespołu kuratorskiego Forum Przyszłości Kultury. Współzałożyciel i członek Zarządu Gildii Polskich Reżyserek i Reżyserów Teatralnych.
Został nagrodzony Paszportem „Polityki” za "konsekwentne budowanie ambitnego repertuaru" (2008), był laureatem Festiwalu Teatru Polskiego Radia i Teatru Telewizji Polskiej w Sopocie (2007 - za reżyserię słuchowiska Witaj w tej krainie, 2008 - wyróżnienie dla słuchowiska Akropolis 2011 - Grand Prix i nagroda za reżyserię słuchowiska Somosierra, 2013 - za reżyserię słuchowiska Prorok Ilja). W 2012 otrzymał nagrodę Ministra Kultury i Dziedzictwa Narodowego w kategorii "teatr" i Nagrodę Prezydenta Bydgoszczy. Postanowieniem prezydenta RP Bronisława Komorowskiego z 16 czerwca 2015 został odznaczony Złotym Krzyżem Zasługi za zasługi dla kultury polskiej. W 2025 został odznaczony srebrnym medalem "Zasłużony Kulturze Gloria Artis".